# Herzogtum Estland

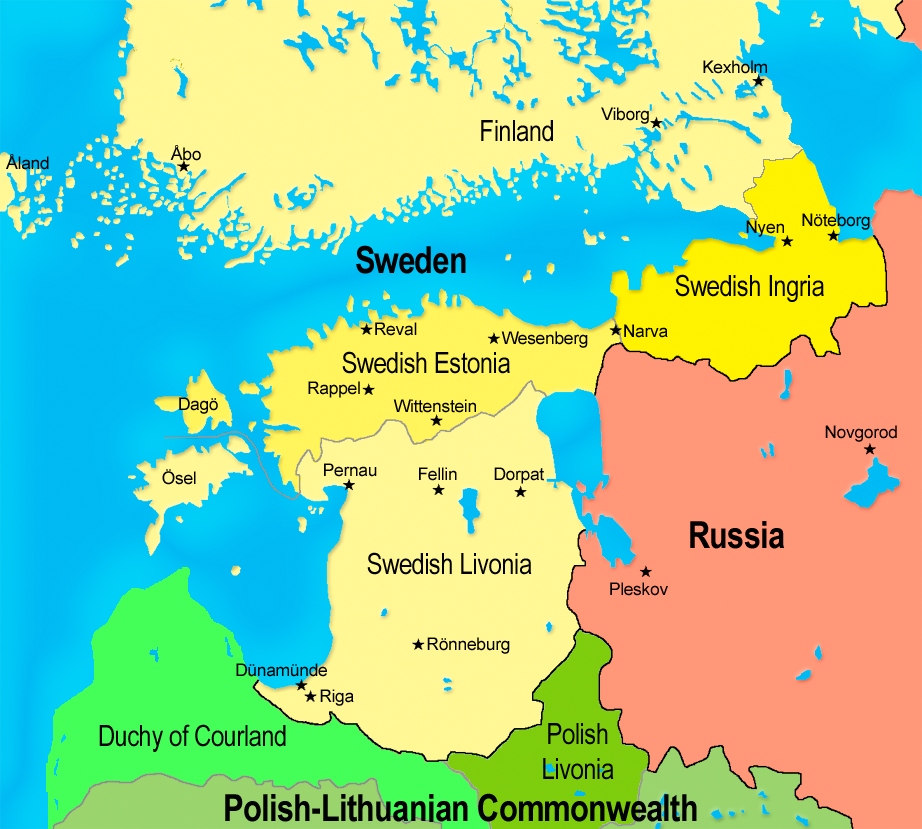
Baltische Provinzen des Schwedischen Reichs im 17. Jahrhundert.

Wappen des Herzogtum Estland (1660)

Das Herzogtum Estland (schwedisch: Hertigdömet Estland, estnisch: Eestimaa Hertsogkond), auch bekannt als Schwedisch-Estland (schwedisch: Svenska Estland), war ein Dominium des schwedischen Reiches von 1561 bis 1721 während der Zeit der schwedischen Herrschaft. Das Land wurde schließlich im Vertrag von Nystad an Russland abgetreten, nach seiner Kapitulation im Großen Nordischen Krieg.

## Gouverneure des Dominion
Gouverneure (1561–1674)
- Lars Ivarsson Fleming Friherre von Nynäs, auf Sundholm (August 1561 – Februar 1562)
- Klaus Christiern Horn von Åminne (August 1561)
- Henrik Klasson Horn von Kankas (Februar 1562 – Juni 1562)
- Svante Stensson Sture (Juni 1562 – Juli 1564)
- Hermann Pedersson Fleming auf Lechtis (1564–1565)
- Henrik Klasson Horn auf Kankas (Januar 1565 – 1568)
- Gabriel Kristiernsson Oxenstierna auf Mörby (November 1568 – 1570)
- Hans Björnsson auf Lepas (Oktober 1570 – 1572)
- Claes Åkesson Tott (November 1572 – 1574)
- Pontus De la Gardie (Juni 1574 – Dezember 1575)
- Carl Henriksson Horn auf Kankas (Januar 1576 – Mai 1578)
- Göran Boije af Gennäs (1. August, 1577 – 1580)
- Svante Eriksson Stalarm auf Kyala (1580–1581)
- Göran Boije af Gennäs (25. April 1582 – 1583)
- Pontus De la Gardie (1583 – 5. November, 1585)
- Gustaf Gabrielsson Oxenstierna (8. November 1585 – 1588)
- Hans Wachtmeister (Juli 1588 – Oktober 13, 1588)
- Gustaf Axelsson Banér auf Djursholm (Oktober 13, 1588 – 1590)
- Erik Gabrielsson Oxenstierna von Lindö (1590 – Juli 1592)
- Göran Boije af Gennäs (1592 – Juni 1600)
- Carl Henriksson Horn auf Kankas (1600 – 30. Januar, 1601)
- Moritz Lewenhaupt Graf von Raseborg (1601 – Oktober 1602)
- ... (Oktober 1602 – Mai 1605)
- Nils Turesson Bielke (Mai 10, 1605 – Juni 1605)
- Axel Nilsson Ryning (1605–1608)
- ... (1608–1611)
- Gabriel Bengtsson Oxenstierna (1611–1617)
- Anders Eriksson Hästehufvud (1617–1619)
- Jakob De la Gardie (Juli 1619 – 1622)
- Per Gustafsson Banér von Tussa (1622 – Januar 1626)
- Johan De la Gardie Freiherr von Eckholm (1626 – Oktober 1628)
- Philipp von Scheiding (1628 – 17. Juli, 1642)
- Gustaf Gabrielsson Oxenstierna Freiherr von Kimito (26. Juli 1642 – 1646)
- Erik Axelsson Oxenstierna, Herzog von Södermöre (9. September 1646 – 1653)
- Wilhelm Ulrich (Mai 1653 – August 16, 1653)
- Heinrich von Thurn (August 16, 1653 – 1655)
- Wilhelm Ulrich (1655 – August 1655)
- Bengt Skytte (1655–1656)
- Wilhelm Ulrich (1655 – August, 1656)
- Bengt Horn (August, 1656 – November 1674)
- Wilhelm Ulrich (1656–1659)
- Johan Christoffer von Scheiding (1674)

General-Gouverneure (1674–1728)
- Andreas Lennartson Torstensson (1674–1681)
- Robert Johannson Lichton (April 1681 – 1687)
- Nils Turesson Bielke (Januar 1687 – April 1687)
- Axel Julius De la Gardie auf Schloss Läckö (1687 – Dezember 1704)
- Wolmar Anton von Schlippenbach (Dezember 1704 – Juli 1706)
- Niels Jonsson Stromberg af Clastorp (Juli 1706 – Oktober 1709)
- Carl Nieroth (Oktober 1709 – Oktober 1710)